# أيرونوتكس ديفنس أوربيتر
أوربيتر ميني هي طائرة مسيرة صغيرة وخفيفة الوزن، إسرائيلية، مصممة للتطبيقات العسكرية والأمنية. وقد استُخدمت في الشرق الأوسط منذ تطويرها. يُستخدم النظام في مهام الاستطلاع "فوق التل"، والنزاعات منخفضة الشدة، وعمليات حرب المدن، بالإضافة إلى أي مهمة الاستخبارات والمراقبة والاستطلاع قريبة المدى. تُصنعها شركة أيرونوتكس للنظم الدفاعية الإسرائيلية.
أعلنت شركة أيرونوتكس في مايو 2015 عن نسخة Orbiter 1K "Kingfisher" ذات الهيكل المكيف لحمل 2 كلجم حمولة متفجرة تحولها إلى ذخيرة متسكعة. يتحكم بها مشغل، أو يمكن تزويدها بنقطة مسار ومسح المنطقة بشكل مستقل لاكتشاف وتدمير هدف ثابت أو متحرك. في حال عدم اكتشاف هدف، يُمكن لطائرة Orbiter 1K العودة إلى القاعدة والهبوط لإعادة استخدامها. يمكن لطائرة Orbiter 1K التحليق لمدة ساعتين إلى ثلاث ساعات وهي تحمل مستشعرًا كهروضوئيًا / أشعة تحت الحمراء برأس حربي فريد، نظرًا لانخفاض بصمتها الصوتية، "لا تُكشف إلا قبل ثانيتين من بدء انقضاضها القاتل". أعلنت شركة أيرونوتكس أن الطائرة المسيرة المسلحة والمتسكعة وصلت إلى حالة التشغيل في أغسطس 2016.

## الحوادث
وفقًا لتقارير إخبارية، تعطلت طائرة مسيرة من طراز أوربيتر ميني، تابعة للحكومة الفيدرالية المكسيكية، من المرجح أن تكون الشرطة الفيدرالية، في 17 ديسمبر/كانون الأول 2010. وخلال عملية مراقبة، عبرت الطائرة الحدود إلى المجال الجوي الأمريكي وتحطمت في مدينة إل باسو بولاية تكساس. ولم تلحق أي أضرار بالممتلكات، حيث يبدو أن الطائرة المسيرة أطلقت مظلة أثناء هبوطها. وقد أُبلغت عنها الجمارك وحماية الحدود الأمريكية وأستعادتها.

## التاريخ التشغيلي
استخدمت القوات المسلحة الأذربيجانية طائرة أوربيرتر 1 كيه خلال صراع ناجورنو كاراباخ عام 2020. في عام 2017، تعرضت شركة Aeronautics Limited الإسرائيلية لتهم الاحتيال وانتهاك قوانين مراقبة الصادرات الإسرائيلية. وجد أن الأعضاء الإسرائيليين في الشركة "" طائرتهم الانتحارية بدون طيار بضربة فعلية على الأرمن في المنطقة. أكد النقاد أن إسرائيل التي تزود الأنظمة بطائرات مسيرة رخيصة مثل هذه كانت تغذي الصراع في أرمينيا وأذربيجان.

### طائرات بنفس الدور والتكوين والعصر
- أورلان-10